# 盐生假木贼
盐生假木贼（学名：Anabasis salsa）是苋科假木贼属的植物。分布在高加索、蒙古、哈萨克斯坦、西伯利亚以及中国大陆的新疆等地，生长于海拔440米至1,900米的地区，一般生长在戈壁和盐碱荒漠，目前尚未由人工引种栽培。